# Ломе
Ломе́ (фр. Lomé) — столиця та найбільше місто Того, адміністративний і промисловий центр країни. Завдяки розташуванню на узбережжі Гвінейської затоки місто є головним портом країни.

## Географія
Місто розташоване на території, що входить до складу Невільницького берега на узбережжі Гвінейської затоки, у південно-західній частині Того.

## Клімат
Місто Ломе знаходиться в зоні тропічного саванного клімату (Aw за класифікацією кліматів Кеппена). Сезон дощів триває з квітня по червень і з вересня по листопад. Найбільш дощові місяці — червень і жовтень. Середньорічна кількість опадів становить 600—800 мм. Відносна вологість повітря в червні — 80 %. Найтепліший місяць — грудень із середньою температурою 32 °C. Найхолодніший місяць — серпень з середньою температурою 27 °C.
| Клімат Ломе                                                     | Клімат Ломе | Клімат Ломе | Клімат Ломе | Клімат Ломе | Клімат Ломе | Клімат Ломе | Клімат Ломе | Клімат Ломе | Клімат Ломе | Клімат Ломе | Клімат Ломе | Клімат Ломе | Клімат Ломе |
| Показник                                                        | Січ.        | Лют.        | Бер.        | Квіт.       | Трав.       | Черв.       | Лип.        | Серп.       | Вер.        | Жовт.       | Лист.       | Груд.       | Рік         |
| Середній максимум, °C                                           | 32,8        | 33,4        | 33,4        | 33,1        | 30,0        | 30,0        | 27,2        | 28,7        | 30,0        | 29,2        | 33,0        | 33,1        | 31,16       |
| Середня температура, °C                                         | 26,8        | 29,6        | 29,0        | 29,6        | 26,8        | 25,5        | 24,9        | 26,2        | 27,1        | 26,9        | 29,0        | 29,1        | 27,54       |
| Середній мінімум, °C                                            | 20,7        | 25,8        | 24,7        | 26,0        | 23,6        | 21,0        | 22,5        | 23,6        | 24,2        | 24,5        | 25,0        | 25,0        | 23,88       |
| Середня кількість сонячних годин на місяць                      | 217,5       | 214,0       | 227,9       | 201,9       | 208,6       | 146,0       | 141,6       | 148,8       | 152,5       | 205,5       | 234,0       | 235,6       | 2333,9      |
| Норма опадів, мм                                                | 17          | 35          | 80          | 105         | 155         | 200         | 55          | 16          | 50          | 155         | 20          | 6           | 894         |
| Днів з опадами                                                  | 1           | 2           | 5           | 6           | 8           | 10          | 5           | 3           | 6           | 9           | 3           | 1           | 59          |
| --------------------------------------------------------------- | ----------- | ----------- | ----------- | ----------- | ----------- | ----------- | ----------- | ----------- | ----------- | ----------- | ----------- | ----------- | ----------- |
| Джерело: Normales et records pour la période 2000-2016 à Lome , |             |             |             |             |             |             |             |             |             |             |             |             |             |

| Січ   | Лют   | Бер   | Кві   | Тра   | Чер   | Лип   | Сер   | Вер   | Жов   | Лис   | Гру   |
| ----- | ----- | ----- | ----- | ----- | ----- | ----- | ----- | ----- | ----- | ----- | ----- |
| 28 °C | 28 °C | 29 °C | 29 °C | 29 °C | 28 °C | 26 °C | 25 °C | 25 °C | 27 °C | 28 °C | 28 °C |

## Історія
Місто було засноване у XVIII столітті. У 1882 році село Бей-Біч стало основним торговим центром після прибуття представників британської торгової компанії A. and F. Swanzy.
Бей-Біч стало столицею німецького протекторату Тоголенд після того, як німецька влада перенесла столицю з Анехо у 1897 році. Місто швидко росло, 1904 року був побудований перший причал, а наступного, 1905 року, був побудований вокзал першої залізниці Тоголенда.
1914 року місто було захоплене французькою армією в ході Першої світової війни. 27 грудня 1916 року Тоголенд було розділено на французьку і британську адміністративні зони: Французьке Того та Британське Того. Ломе стає столицею Французького Того.
20 липня 1922—1946: Ломе стає столицею підмандатної території Французький (Східний) Тоголенд, яка була передана під управління Франції Лігою Націй і, пізніше, ООН.
27 жовтня 1946 — 30 листопада 1956: столиця асоційованої території Французьке (Східне) Того Французького Союзу.
30 серпня 1956 — 22 листопада 1958: столиця Автономної Республіки Того в складі Французького Союзу.
22 лютого 1958 — 27 квітня 1960: столиця Республіки Того в складі Французької співдружністі.
З 27 квітня 1960 — столиця Тоголезької Республіки.
1965 року в Ломе був заснований університет.
1975 року в Ломе була підписана перша Ломеська конвенція, яка регулювала відносини між Європейським союзом та країнами Африки і Карибського басейну та Тихоокеанського регіону (АКТ).

## Демографія
| Динаміка зросту населення Ломе |
| 1892 : 1 500 жителів           |
| 1896 : 2 000 жителів           |
| 1900 : 3 000 жителів           |
| 1904 : 4 000 жителів           |
| 1907 : 6 000 жителів           |
| 1911 : 8 000 жителів           |
| 1930 : 15 000 жителів          |
| 1938 : 18 000 жителів          |
| 1950 : 33 000 жителів          |
| 1955 : 43 000 жителів          |
| 1960 : 85 000 жителів          |
| 1970 : 186 000 жителів         |
| 1981 : 375 499 жителів         |
| 1990 : 450 000 жителів         |
| 1997 : 573 000 жителів         |
| 2006 : 737 751 жителів         |
| 2010 : 750 757 жителів         |

2010 року населення столичної агломерації становило 1 348 619 осіб.

## Транспорт
З Ломе у внутрішні райони пролягають три залізниці: на північний захід до Кпаліме, на північ до Сокоде і на схід, уздовж узбережжя, до Анехо. Модернізація порту була розпочата в 1960-х роках, 1968 року завершено будівництво глибоководної гавані, завдяки чому порт може обробляти близько трьох мільйонів тонн вантажів на рік. Це значно полегшило доставку фосфатів та інших основних експортних товарів, таких як какао, кава, копра та бавовна. У Ломе також знаходиться міжнародний аеропорт.

## Економіка
У Ломе також знаходиться теплоелектростанція, нафтопереробні підприємства. 

## Інфраструктура
У місті розташований конференцзал «Maison du Peuple».

## Світлини

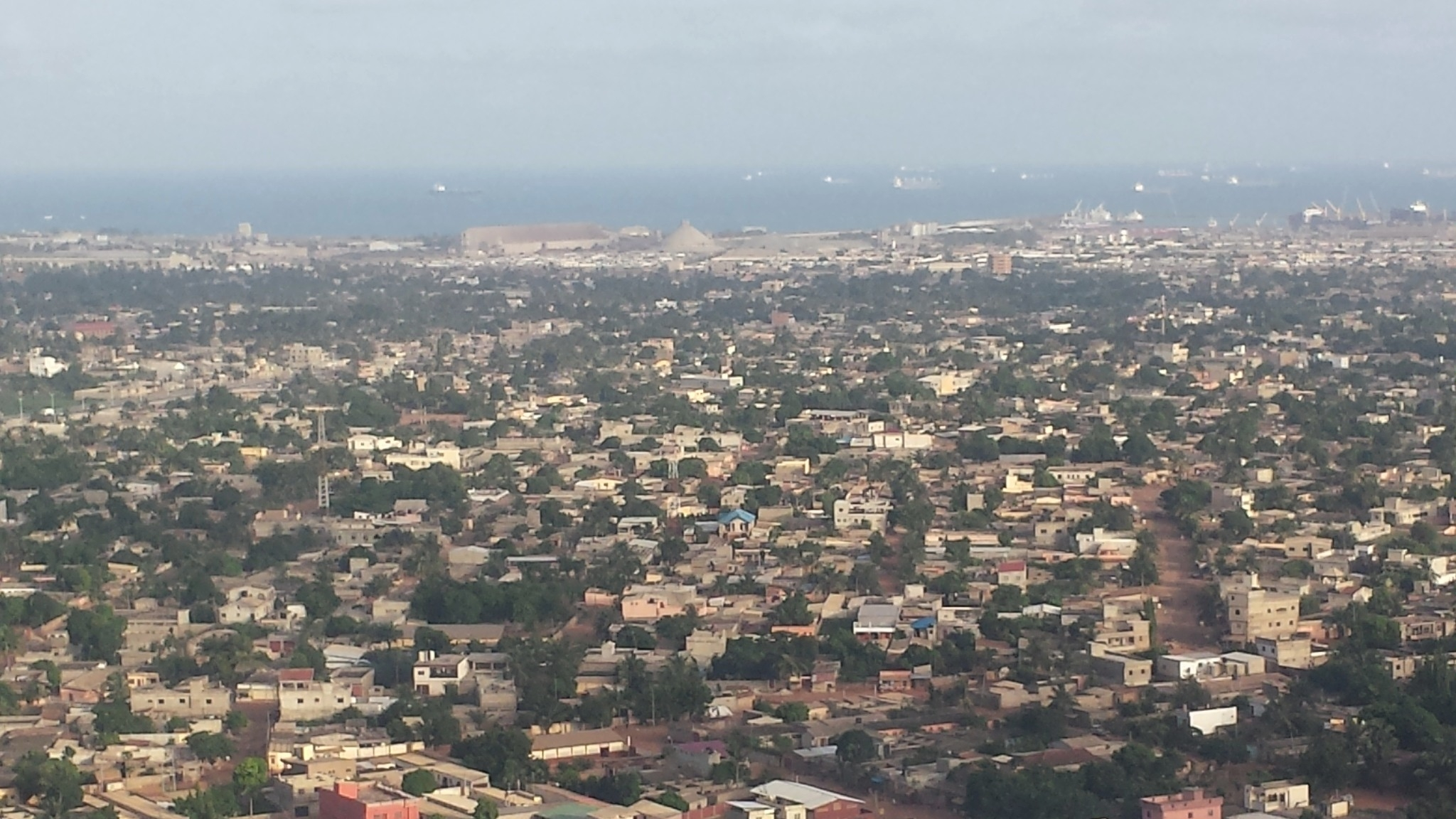
Панорама Ломе
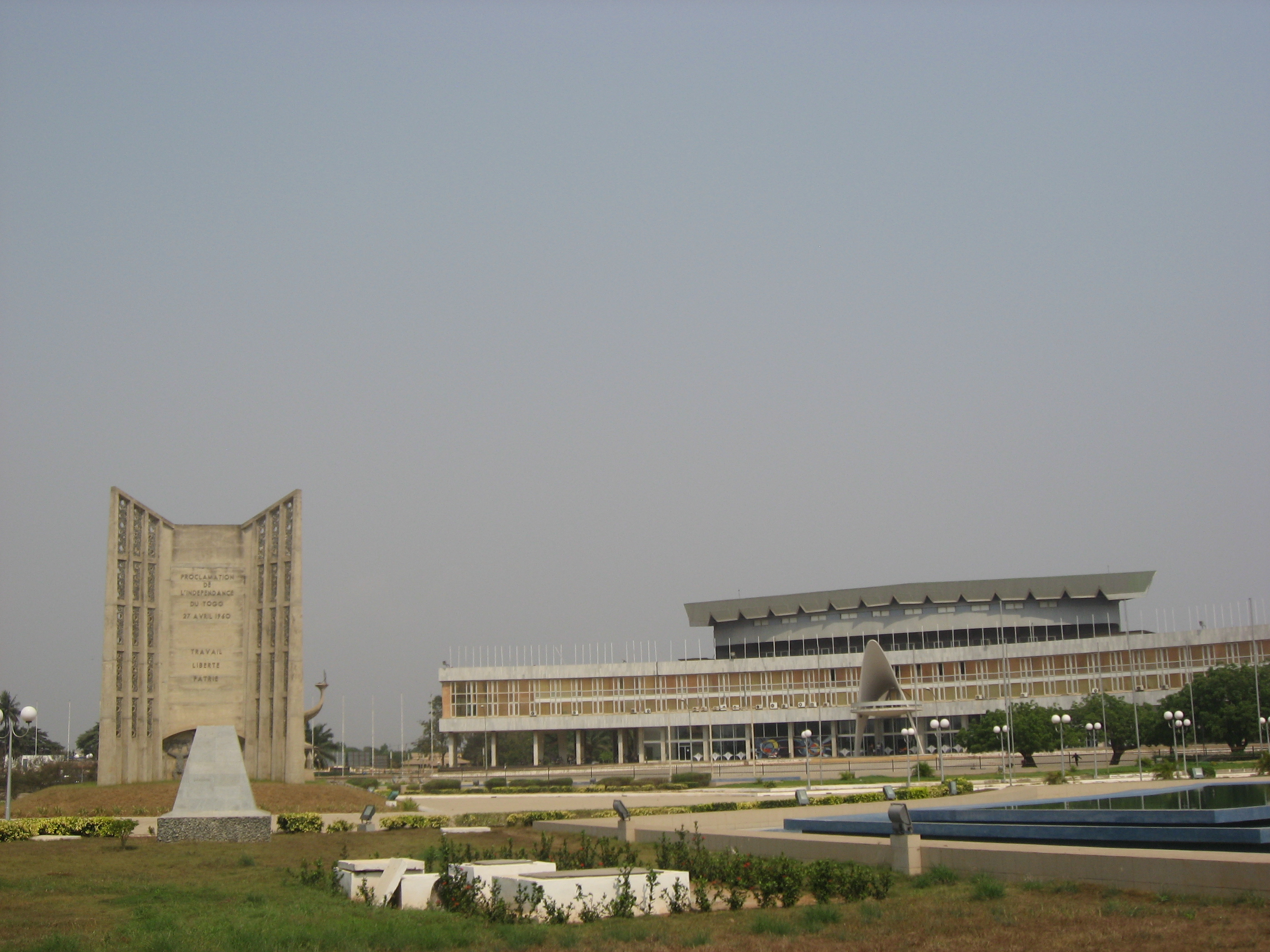
Будівля Національної асамблеї і Монумент незалежності
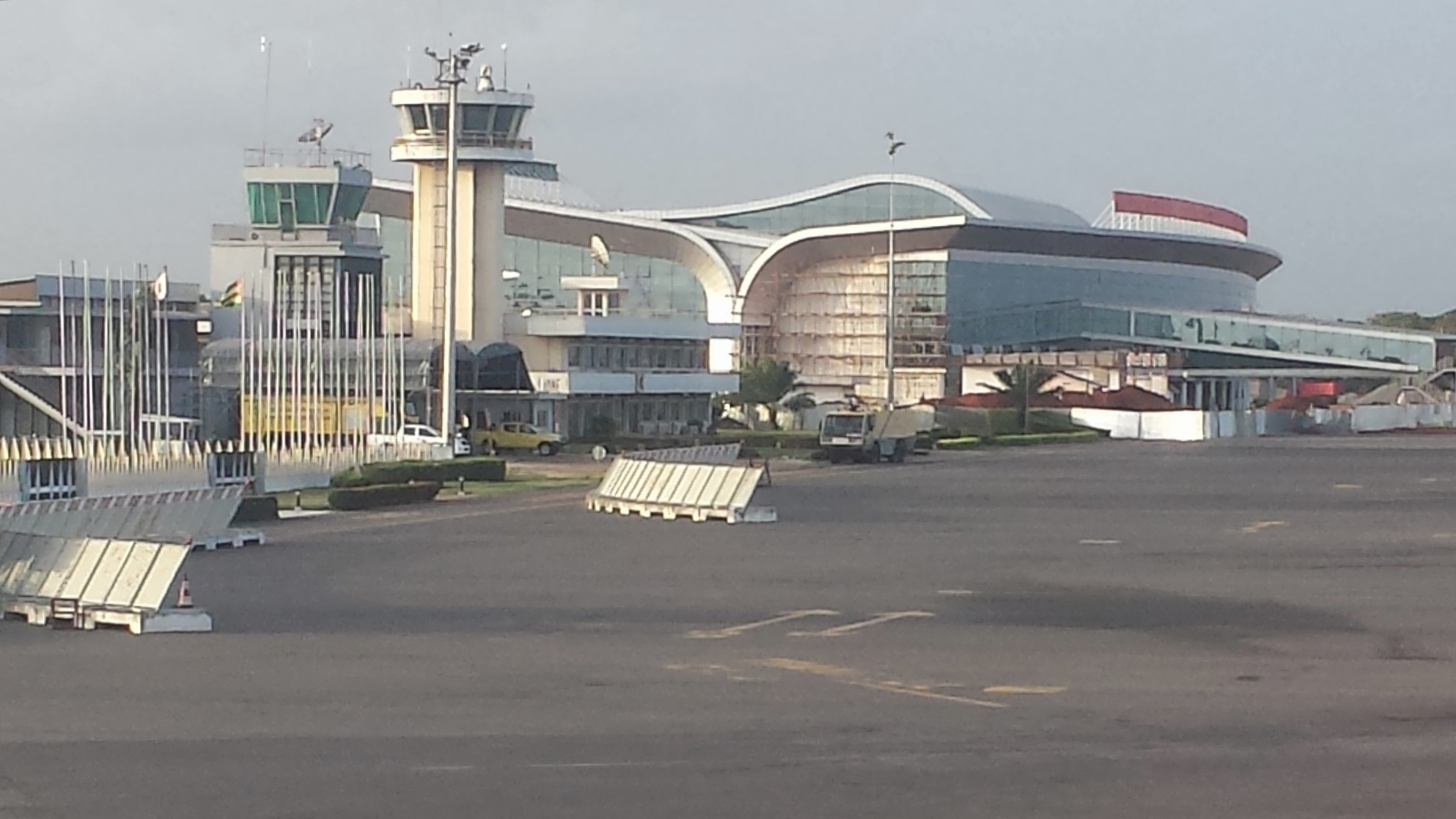
Міжнародний аеропорт Ломе-Токуен
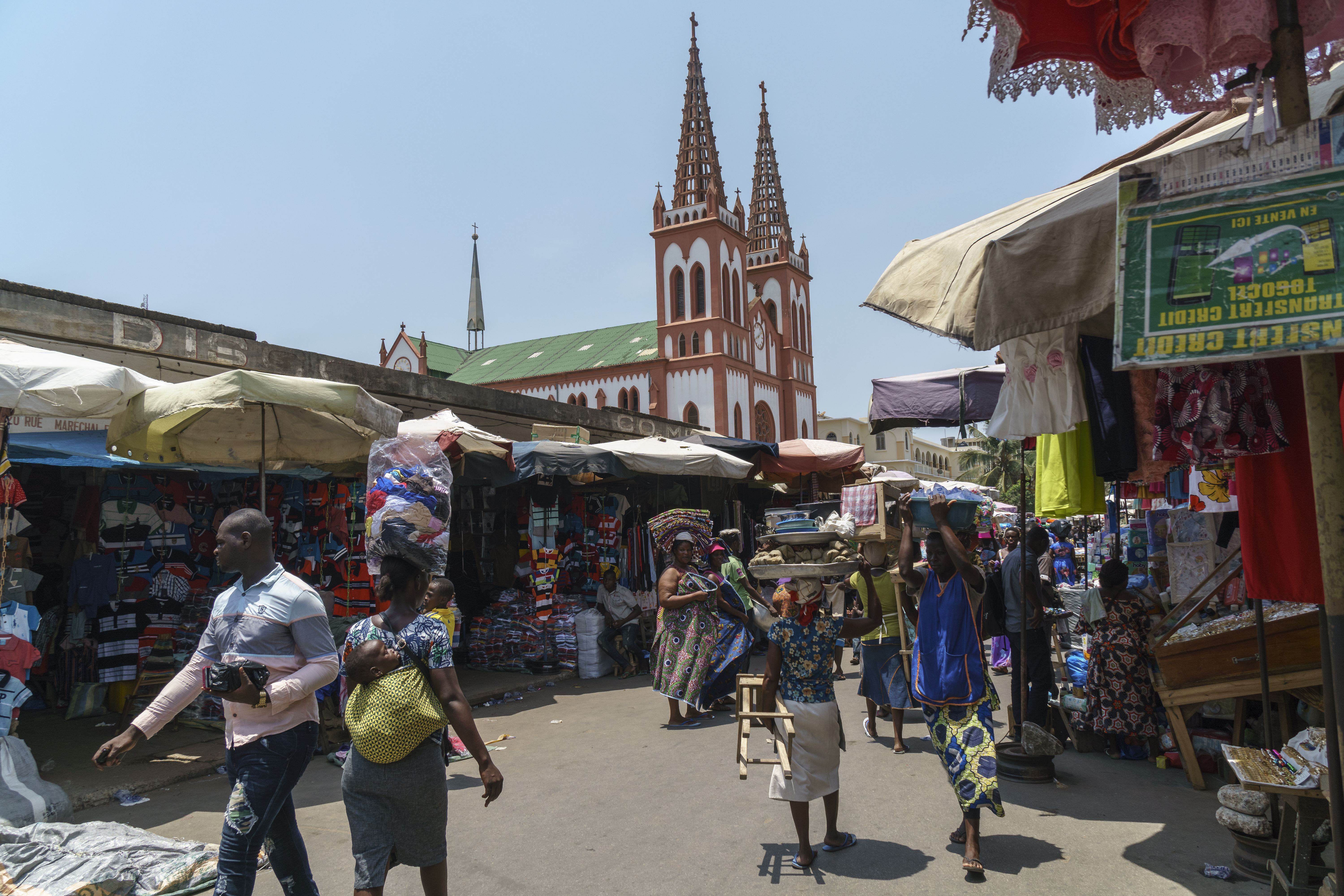
Великий ринок Ломе на тлі кафедрального собору  Святого Серця
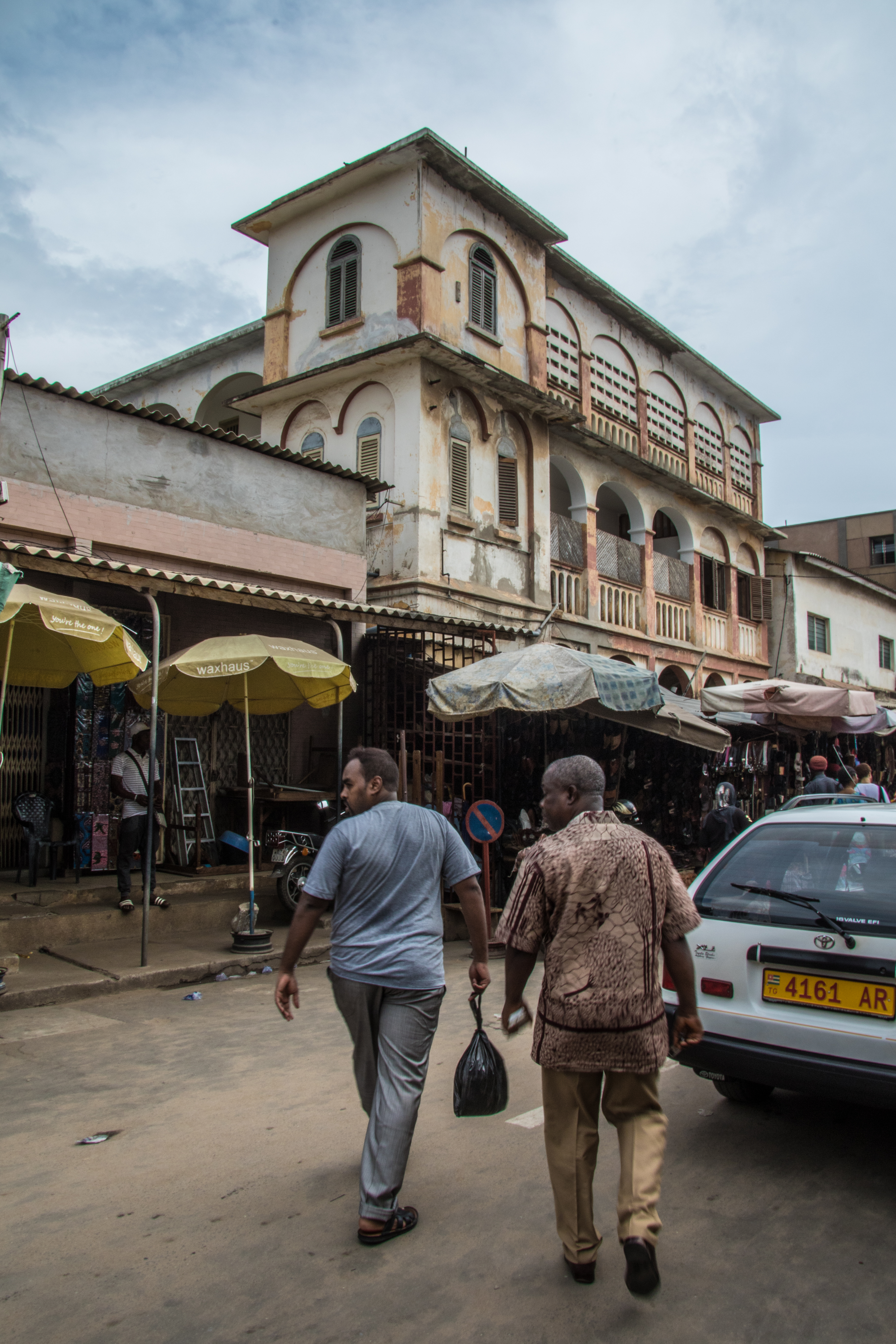
Середмістя
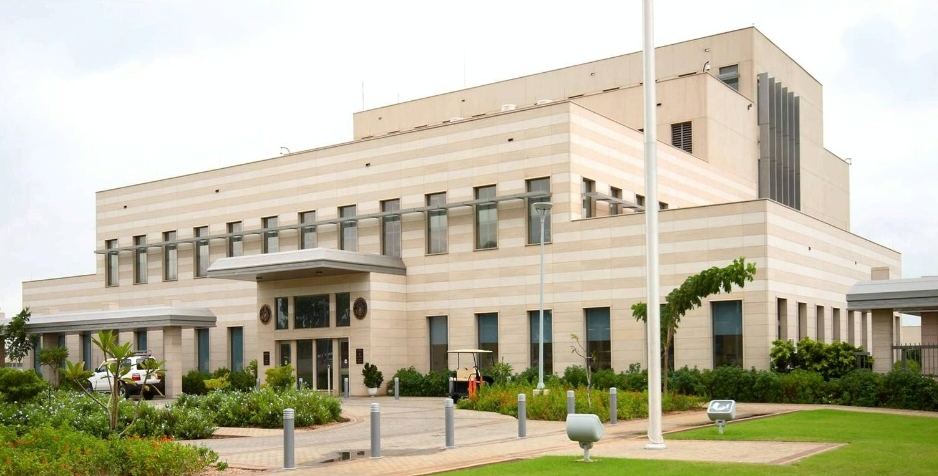
Посольство США

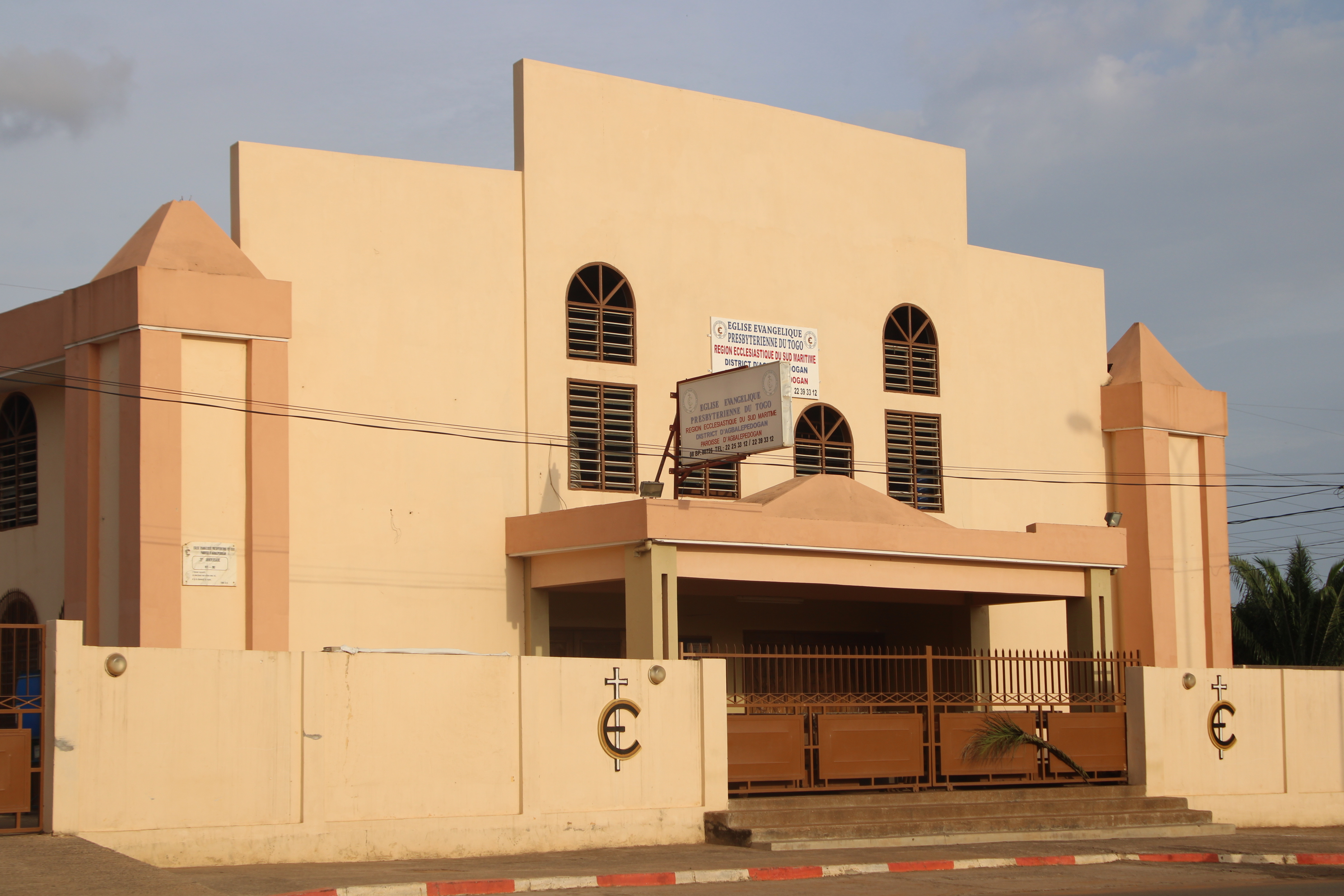
Євангелістська церква
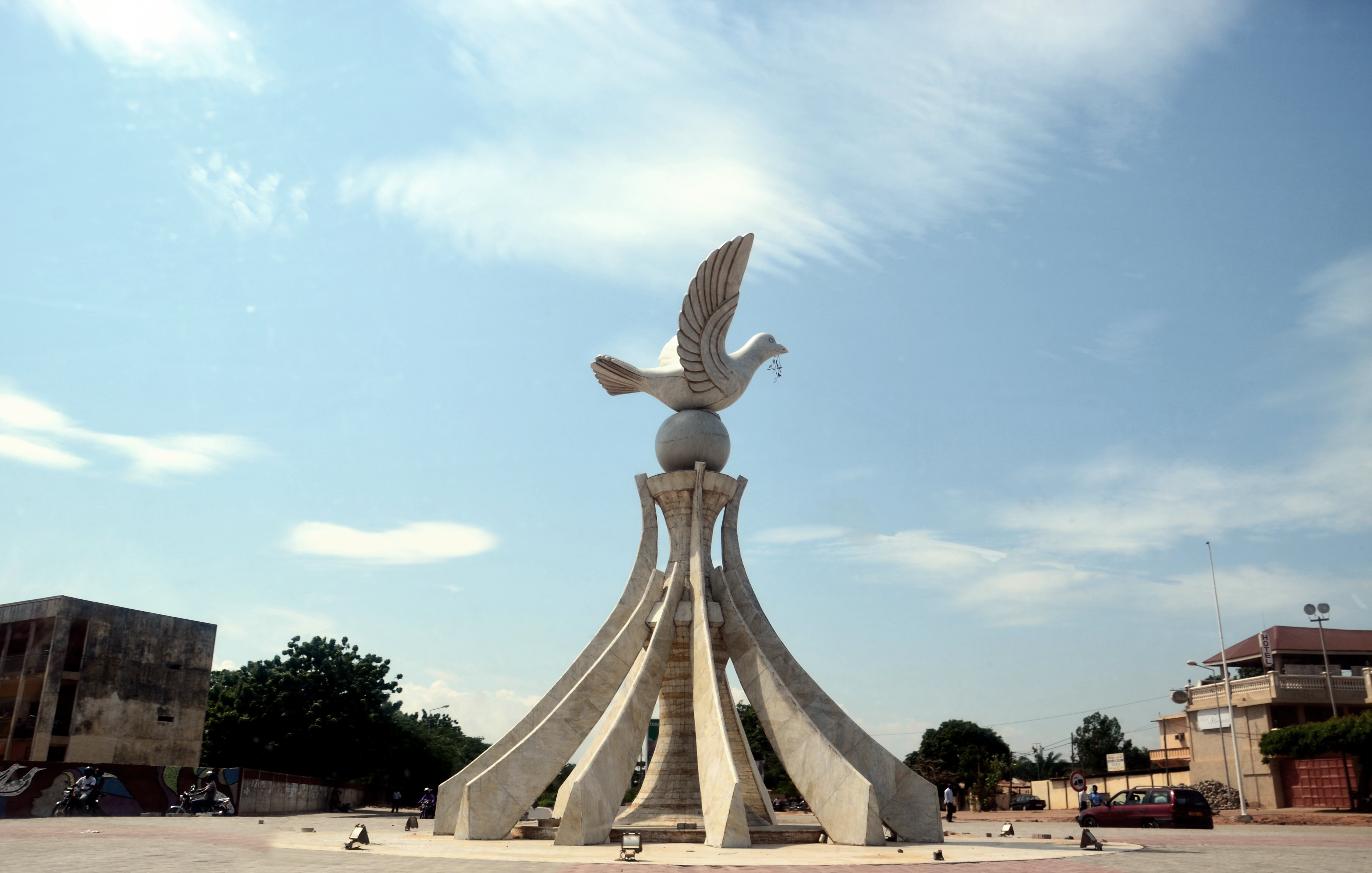
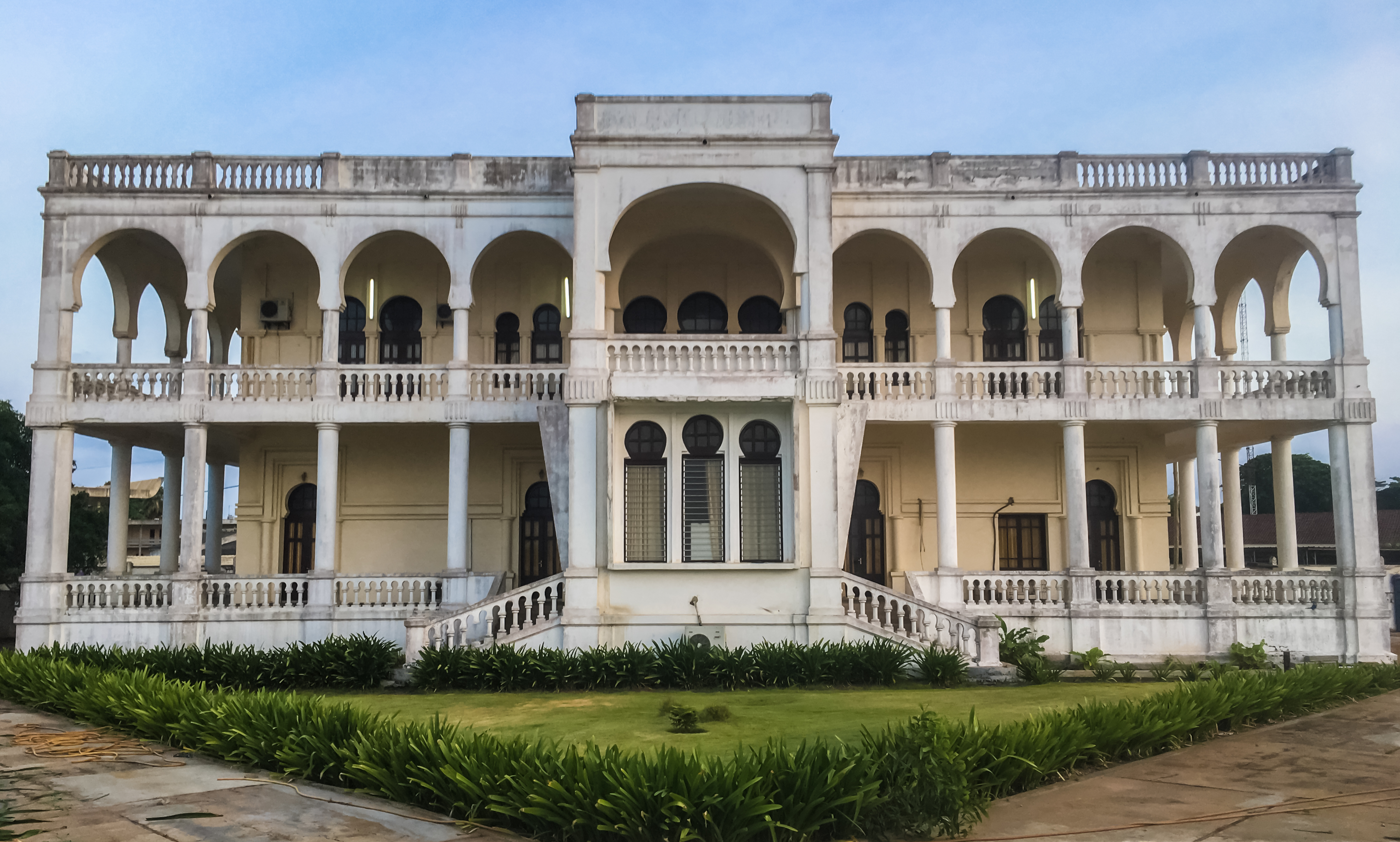
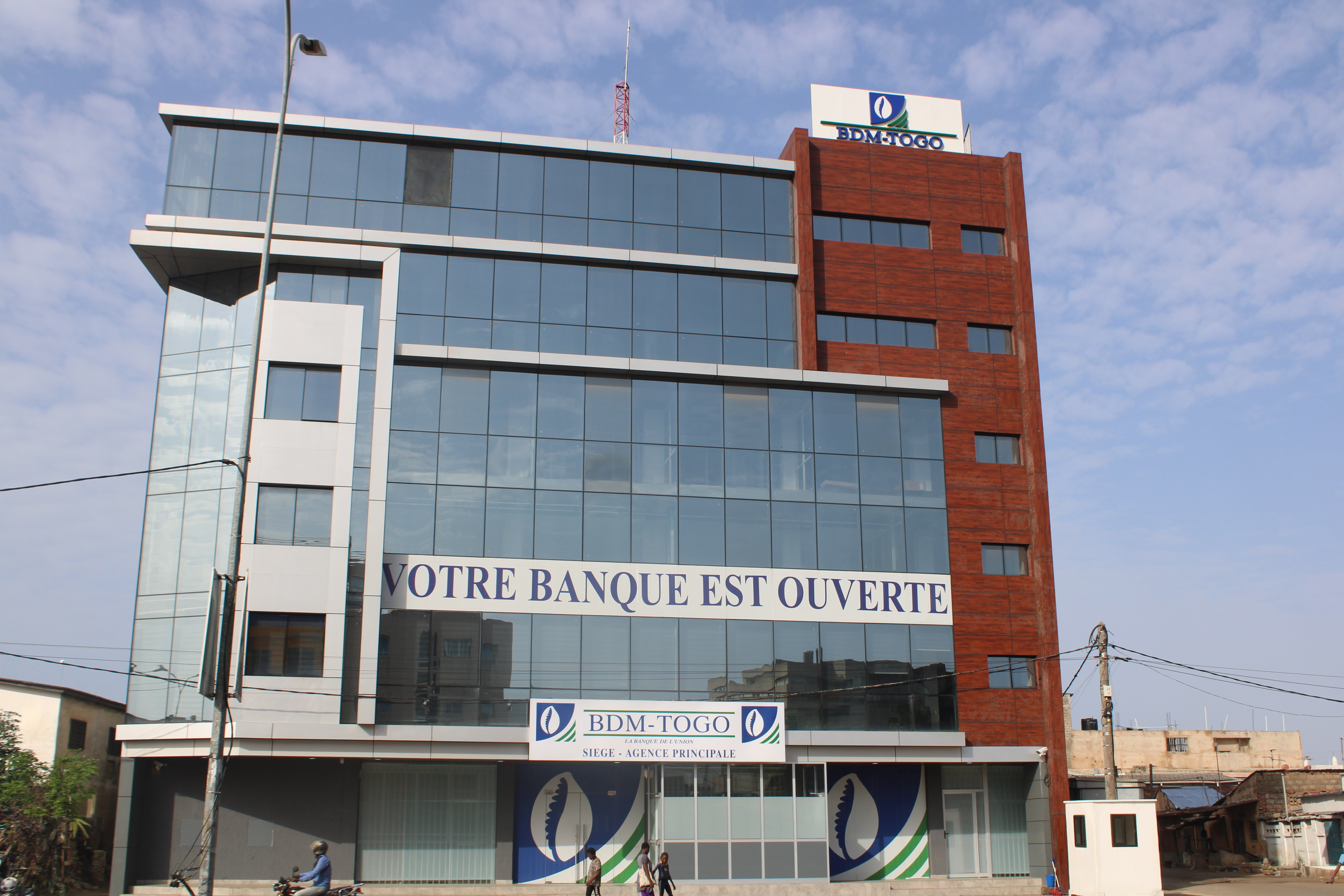
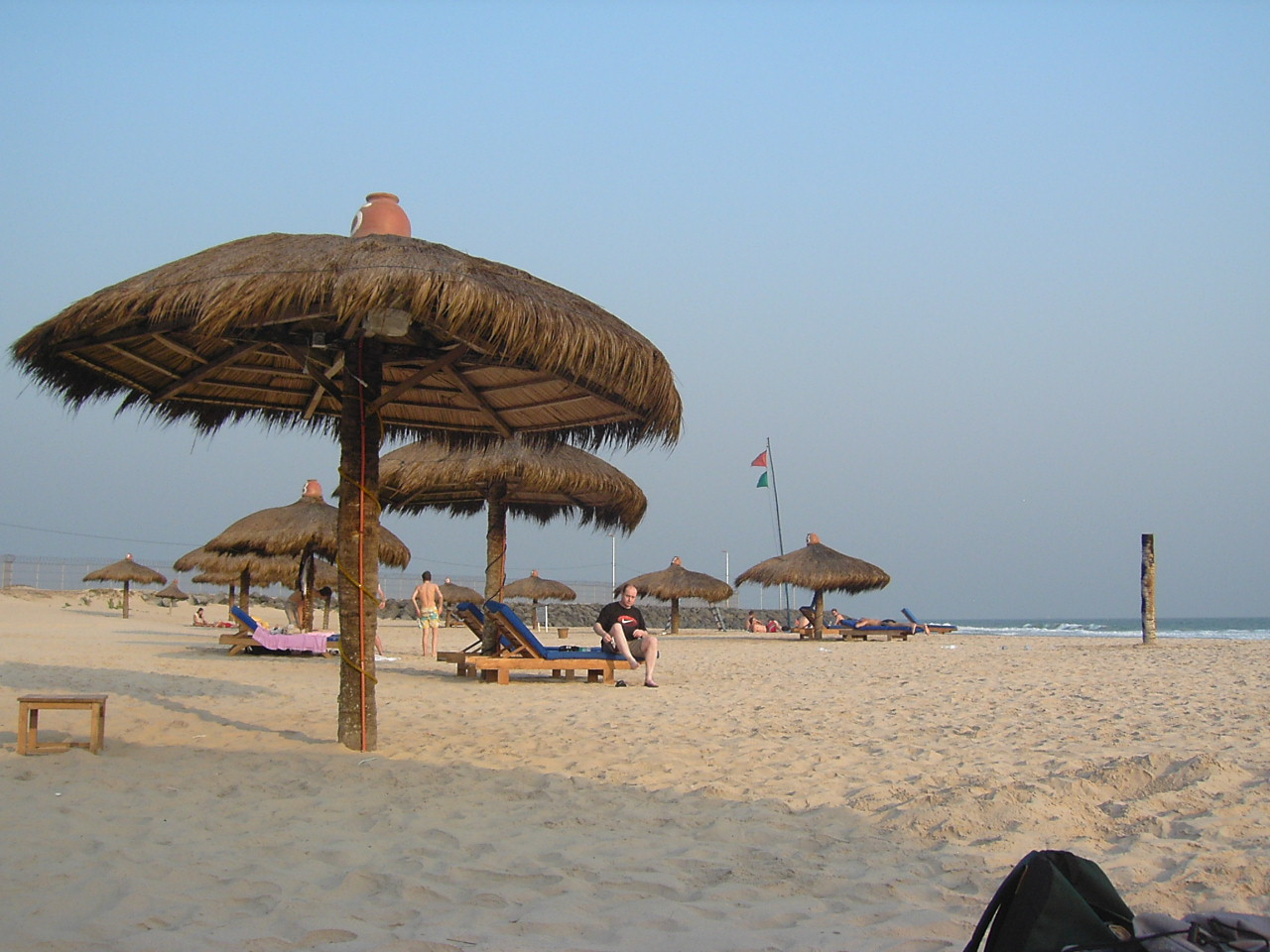
Пляж

## Міста-побратими
- Дуйсбург
- Тайпей
- Бей-Сіті
- Шеньчжень